# استف سانجاتی
استف سانجاتی (به انگلیسی: Stef Sanjati) (زاده ۲۷ نوامبر ۱۹۹۵) یوتیوبر، ویدئو بلاگر کانادایی است.
او یک زن ترنس است.